# 27590 Koarimatsu
27590 Koarimatsu è un asteroide della fascia principale. Scoperto nel 2000, presenta un'orbita caratterizzata da un semiasse maggiore pari a 3,1900822 au e da un'eccentricità di 0,1150105, inclinata di 23,29547° rispetto all'eclittica.